# Observatorio Astronómico de Forcarey
El Observatorio Astronómico de Forcarey (OAF) está situado en el concello de Forcarey, Pontevedra (España) y es propiedad de la Fundación Ceo, Ciencia e Cultura (FC3).

## Situación
Está situado en una colina, a 670 m s. n. m., en la carretera EP-7001 que une Forcarey y La Estrada. Tiene dos plantas:
- La inferior, de 8 m de diámetro con diversas dependencias y control del telescopio.
- La superior, con una cúpula de 5 m, alberga el telescopio.

## Equipamiento
Telescopio Ritchey Chretien de RC Optical Systems:
- Apertura 20" (51 cm.), F/8.1, distancia focal: 3705 mm.
- Cámara CCD SBIG STL-11000M.

## Historia
Vio la primera luz el 13 de marzo de 2009, y se mantuvo en período de prueba y ajuste de equipos hasta inicios de abril del mismo año: se inauguró al público, con dos sesiones de observación nocturna, el viernes 17 y el sábado 18 de abril de 2009.
Entre los actos que celebraron el año 2009 se desarrolló, entre el 25 y el 27 de junio de 2009, el Encuentro Astronómico titulado De la teoría a la práctica en el OAF. Entre 2009 y 2010 continuó con sus tareas investigadoras, formativas y divulgativas, en especial la atención a grupos de visitantes, escolares y aficionados. En 2011 se ve obligado a modificar su funcionamiento sustentándose con la ayuda del Concello de Forcarei.
La actividad continúa aunque de forma muy reducida y actualmente (2019) abre al público con un horario reducido a las Jornadas de Puertas Abiertas y a las visitas concertadas a través de su página web .